# Afternoon Delight
"Afternoon Delight" é uma canção gravada pela Starland Vocal Band. Foi escrito por Bill Danoff, um dos membros da banda. O título da música, que traduzido para o português é Tarde de Prazer, surgiu no restaurante Clyde's de Georgetown, Washington D.C., onde Bill Danoff estava comendo com sua companheira, Margot Chapman.
Em 10 de julho de 1976 a música chegou ao primeiro lugar na Hot 100 americana. A música também alcançou a primeira colocação no Canadá, chegou ao quinto lugar na Nova Zelândia, foi o sexto hit mais trocado na Austrália e no Reino Unido chegou a décima oitava posição.

## Recepção
Na 19ª cerimônia de premiação do Grammy, em 1977, "Afternoon Delight" recebeu três indicações. Ganhou o Grammy de melhor arranjo e também foi indicado a melhor performance pop por duo e canção do ano. Em 2010, a Billboard nomeou "Afternoon Delight", a 20ª música mais sexy de todos os tempos.

### Na cultura popular
Desde o lançamento da canção, muitos trabalhos têm aludido ou até mesmo caracterizado "Afternoon Delight". Entre eles estão Cocktail ("Kokomo", cantado por The Beach Boys), Glee, Get a Life ("Chris Wins a Celebrity"), Good Will Hunting, PCU, Boogie Nights, Lost, The Rules of Attraction, The Spirit of '76, Starsky & Hutch, ER ("No Strings Attached", cantada por Abby), Arrested Development ("Afternoon Delight"), The Simpsons ("The Fat and the Furriest"), Rules of Engagement, Sports Night, Complete Savages ("Teen Things I Hate About You"), entre outros.
No dia 7 de dezembro de 2013, no episódio de Saturday Night Live o comediante e apresentador Paul Rudd interpretou uma parte da canção a capela com One Direction, Will Ferrell, David Koechner e Steve Carell.

## Desempenho nas tabelas musicais
| Tabela musical (1976)                  | Melhor posição |
| -------------------------------------- | -------------- |
| Billboard Hot 100                      | 1              |
| Billboard Adult Contemporary           | 5              |
| Billboard Hot Country Singles & Tracks | 94             |
| Australian Singles Chart               | 6              |
| RPM Top Singles                        | 1              |
| Canadian RPM Adult Contemporary Tracks | 6              |
| Dutch Singles Chart                    | 22             |
| New Zealand Singles Chart              | 5              |
| UK Singles Chart                       | 18             |

| Tabela musical (1976) | Melhor posição |
| --------------------- | -------------- |
| Austrália             | 56             |
| Canadá                | 11             |
| Nova Zelândia         | 28             |
| Reino Unido           | 120            |
| Billboard Hot 100     | 12             |
| Cash Box Top 100      | 7              |